# Wildbahn (Wanderweg)
Der Wanderweg Wildbahn führt durch wildreiche Gebiete Kurhessens auf einer Gesamtlänge von 210 km.
Er wurde um 1930 geplant von Höxter bis Bad Brückenau, verwirklicht von Bad Karlshafen bis Neukirchen (Haunetal). Vom Sollingverein wurde das Stück Höxter – Bad Karlshafen im Jahr 1977 angegliedert. Die Verlängerung von Neukirchen bis Hünfeld erfolgte 1980 durch den Knüllgebirgsverein. Mit dem Hessenweg 3, der von Bad Karlshafen bis Bad Brückenau führt, wurde die ursprüngliche Planung verwirklicht, wenn auch in der Rhön mit anderen Wegzeichen. Im Norden findet der Weg Anschluss an die Strecken des Sollingvereins, im Süden an die des Rhönklubs. Für die Wildbahn werden vom Hessisch-Waldeckischen Gebirgs- und Heimatverein seit 1972 Wanderpass, Beschreibung und Erinnerungsnadel angeboten. Die Nadel wird für Wanderungen von mindestens 100 km auf der Wildbahn in Bronze und für mindestens 170 km in Gold verliehen.
Im Rahmen des Projektes Ars Natura wird der Wanderweg von Spangenberg beginnend zusammen mit dem dort kreuzenden Barbarossaweg zu einem Kunstwanderweg ausgebaut, der 2011 den Abschnitt Kassel−Rotenburg an der Fulda umfasste.